# Enric I de Baviera
Enric I (919/921 – 1 de novembre del 955) va ser duc de Baviera.

## Orígens
Era el fill segon del rei Enric l'Ocellaire i de la seva esposa Matilda.

## Desavinences amb Otó I
Va iniciar una revolta contra el seu germà gran Odó I de França el 938 juntament amb Eberard de Francònia i Gislebert de Lotaríngia, creient que estava en el seu dret de reclamar la corona. El 939 va ser vençut a Birten i es va veure obligat a fugir. Es va exiliar a la cort del rei Lluís IV de França. Va tornar, però, i es va reconciliar amb Otó, qui li va tornar la seva confiança atorgant-li el ducat de Lorena.
Malgrat tot, no va aconseguir establir la seva autoritat al ducat i, com a conseqüència, va ser destituït. Aleshores Enric va provar d'assassinar el seu germà Otó la primavera del 941 a Quedlinburg, però va ser descobert a temps. Va complir captiveri a Ingelheim fins que, considerant que ja havia expiat el seu pecat, va ser alliberat el Nadal d'aquell mateix any.

## Duc de Baviera
El 948 es va convertir en duc de Baviera en casar-se amb Judit de Baviera (filla de Welf I).
Com a duc de Baviera es va veure implicat en guerres, de vegades en defensa dels seus territoris contra els hongaresos, i altres per ampliar-los, de manera que va annexionar-se Friül.
Va fer d'intermediari perquè el seu germà es casés amb Adelaida reina a Pavia el 951.
Entre el 953 i el 954 va fer front a una revolta promoguda per Liudolf, duc de Suàbia i per Conrad el Roig de Lotaríngia.

## Mort i herència
Va morir el 955 a l'abadia de Pöhlde. El va succeir el seu fill Enric II com a duc de Baviera.
Les seves despulles van ser soterrades al monestir Niedermünster a Regensburg,on també hi és la tomba de la seva esposa Judit.

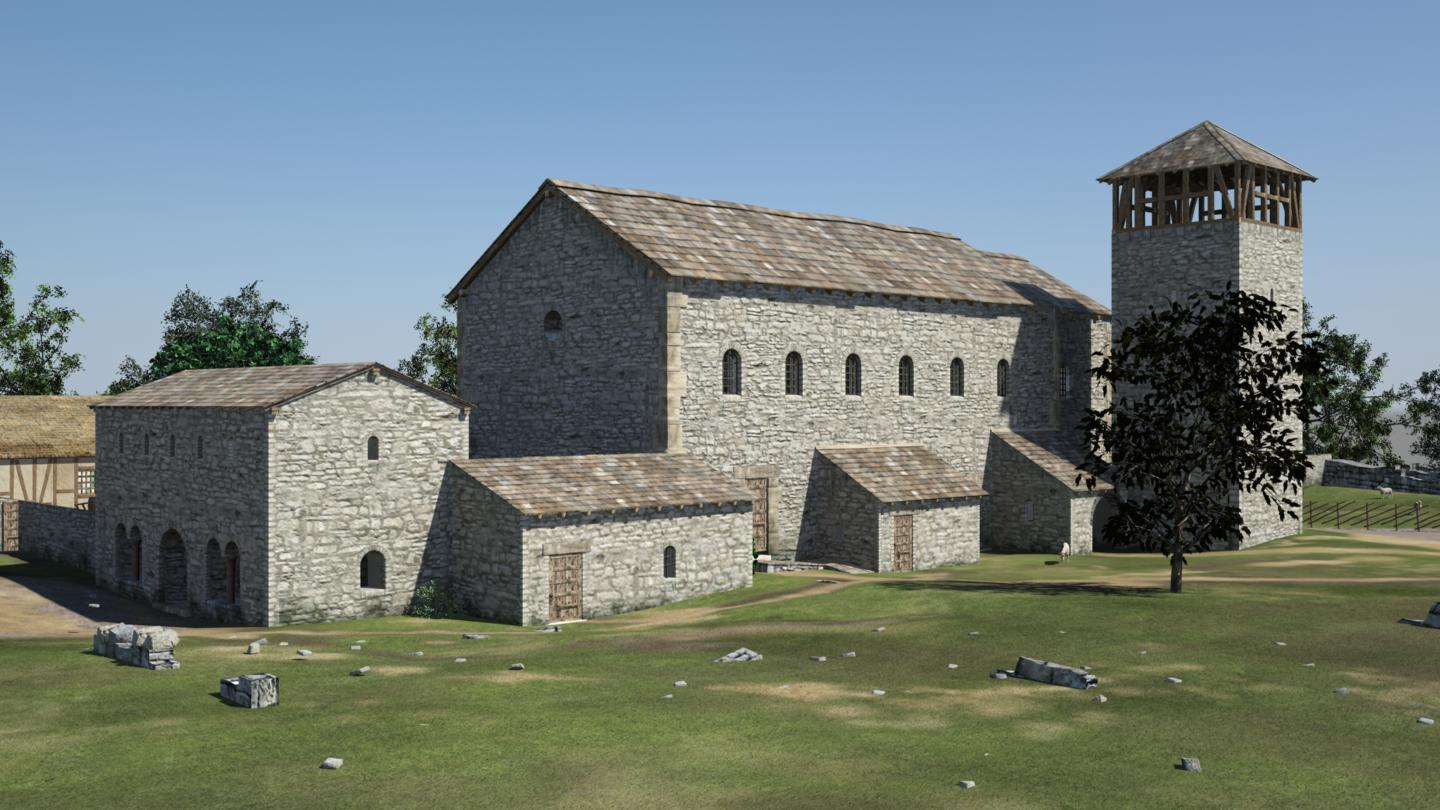
Niedermünster